# Визиготско краљевство
Визиготско краљевство је била држава која је од 5. до 8. века постојала на подручју Пиринејског полуострва и данашње југозападне Француске. Име је добила по својим оснивачима — Визиготима — који су, као и бројни други германски народи за време Велике сеобе народа продрли на подручја западне Европе, изазвавши при томе пад Римског царства. Настало је године 418. када је визиготски краљ Валија добио од западноримског цара Хонорија територије тадашње провинције Аквитанске Галије као награду за формалну службу у царској војсци. Визиготи су неколико деценија каснија подручја под својом контролом проширили на југ те постепено ширили контролу над целим Пиринејским полуострвом. Њихова је држава након пропасти Западног царства успела очувати независност од Византије, иако су у 6. веку Византинци успели заузети јужне делове Хиспаније, а истовремено Франци заузети подручја северно од Пиринеја. Међутим, до краја 6. века Визиготи су успели истерати Византинце из Хиспаније, а потом покорити и Свеве и Баске, поставши једини господари полуострва.
Током 6. века, отпочело је постепено стапање Визигота са домаћим хиспанороманским становништвом, чему је значало допринела и одлука визиготског краља Рекареда I да напусти аријанство, што је озваничено 589. године на Трећем толедском сабору. Тада је усвојено ново учење о двоструком исхођењу Светог духа, као и нови, Толедски симбол вере, са уметнутим изразом Филиокве (лат. Filioque), што није било у складу са начелима правоверног хришћанства. Тиме је Визиготска краљевина са аријанства прешла на филиоквизам, поставши прва филиоквистичка држава у историји хришћанства.
Почевши од краја 6. века, црква је имала све већи утицај на државне послове у Визиготској краљевини. Визиготски краљеви су своју власт настојали да стабилизују доневши 654. године Liber Iudiciorum, једну од најпознатијих кодификација права у Западној Европи свог времена, а која ће после служити као извор права у будућим шпанским државама. Године 711. су Визиготско краљевство напали и освојили Арапи; последњи остаци су нестали 721. под краљем Ардом. Визиготски принц Дон Пелајо је основао Краљевство Астурију које ће започети реконкисту.

## Сеобе Визигота
Убрзо по насељавању на римску територију, Визиготи улазе у сукоб са римским властима око достављања хране. Због тога је дошло до побуне Гота. Визиготи су продрли у Тесалију и сукобили се са Валенсом код Хадријанопоља 9. августа 378. године. Римска војска претрпела је велики пораз, а сам Валенс је погинуо. После неуспешног напада на Цариград, визиготска војска се распршила на целом Балкану у потрази за пленом. Царство је 382. године са Визиготима склопило мир дозволивши им да се населе у Доњој Мезији уз обавезу да бране границе. После смрти цара Теодосија (395), Визиготи поново нападају Цариград одакле су се вратили захваљујући данку кога је платио источноримски цар. После неуспешног напада на Источни Илирик (западноримска територија), напали су Епир и приморали римске власти да им дозволе да се тамо населе. Одатле су се, под вођством Алариха, упутили у Северну Италију коју су угрожавали Алани и Вандали (401. година). Продрли су до Милана и Торина. Зауставио их је војсковођа Стилихон који је, међутим, 408. године убијен под оптужбом да сарађује са Визиготима након чега је у Италији извршен покољ варварских војника. Визиготи су због тога напали Рим и освојили га 410. године. Након тродневне пљачке се повлаче. Исте године је умро Аларих.

## Тулуско визиготско краљевство
Визиготи прелазе Алпе, упадају у Галију, а потом и у Хиспанију (415. године). Намеравали су да оснују своју државу у области Барселоне. За то им је недостајала флота због чега склапају савез са Римљанима. Визиготски краљ Валија уништава Силинге и део Алана (други се придружио Хасдензима). Римљани га, у страху од превеликог јачања, повлаче и 418. године дају дозволу да се насели у области између Лоаре и Гароне са центром у Тулузу. Улазе у сукоб са Римљанима, али их убрзо удружује заједнички непријатељ. Хунска држава се простирала од Волге преко јужне Русије, Румуније, Угарске и Чехословачке. Године 445. власт преузима Атила. Одлучујућа битка између Атиле са једне и Римљана и њихових варварских савезника вођена је 451. године на Маурицијаковом пољу у близини Троа. На римској страни учествовали су Франци, Бургунди, Алани и Визиготи, а предводио их је Аеције. Обе војске претрпеле су тешке губитке. Атила се повлачи у Панонију.
Након битке против Хуна, Визиготи се шире на рачун римских територија ка северу до Лоаре и истоку до Роне. Године 475. Римљани им признају освајања. Након пада Западног римског царства, Визиготи се још више шире заузимајући целу Провансу и североисточни део Пиринејског полуострва. Визиготска држава сада је постала највећа германска држава.
Највећи противници Визигота били су Франци са којима су имали границу на реци Лоари. Франци 507. године прелазе Лоару и у бици код Вујеа наносе пораз Визиготима. Визиготи се повлаче из Галије и премештају седиште државе на Пиринејско полуострво.

## Визиготска Хиспанија
До средине 5. века, војна пажња Визигота усмерена је на област Септиманије коју су једину задржали након битке код Вујеа. Тада почињу да схватају важност покрајина на Пиринејском полуострву и покрећу војску на југ. Пораз кога су доживели код Кордобе против хиспано-римских велепоседника доводи до немира у царству и збацивања краља. Један од претендената, Атанагилд, домогао се престола уз помоћ византијског цара Јустинијана коме је, за узврат, морао уступити југоисточну трећину острва. Средиште Атанагилдове нове државе био је Толедо. Визиготско краљевство у последњој четвртини 6. века води успешне борбе са три непријатеља: Византинцима, Свевским краљевством (на северозападу) и Баскима у Кантабријским брдима. Године 585. Визиготи уништавају Свевско краљевство. Владар Сизебут (612—620) освојио је византијски југоисток, а познат је и по првом великом прогону Јевреја у западноевропским земљама. Краљ Свинтил (620—631) заузео је цело Пиринејско полуострво.
Године 633. аристократија се изборила да визиготски краљ на престо долази изборним путем. Године 654. донет је јединствени законски зборник који је важио и за Визиготе и за Римљане. Први арапски напади долазе у време владара Вамбе (672—680) који их без већих тешкоћа одбија. Вамба је под непознатим околностима уклоњен са престола, а у наредном периоду се смењује више владара. Ти немири слабе државу. Последњи визиготски краљ био је Родриго. Моћна арапска држава са средиштем у Дамаску дозволила је 711. године официру Тарику да покрене војску из северне Африке у Европу. Исте године су Визиготи су претрпели тежак пораз код Гвадалете. У наредних пет година, Арапи освајају Пиринејско полуострво, а 717. године и визиготске поседе у Септиманији.

## Историја

### Савезна краљевина
Од 407. до 409. године, савез германских Вандала, иранских Алана и германских Свева прешао је залеђену Рајну и прешао преко модерне Француске и на Иберијско полуострво. Са своје стране, Визиготи под Аларихом су славно опљачкали Рим 410. године, заробивши Галу Плацидију, сестру западноримског цара Хонорија.
Атаулф (краљ Визигота од 410. до 415.) је провео наредних неколико година делујући у галским и хиспанским селима, дипломатски манипулишући супротстављене фракције германских и римских заповедника једне против других, и преузимајући градове као што су Нарбон и Тулуз (413). Након што се оженио Плацидијом, цар Хонорије га је ангажовао да пружи визиготску помоћ у повратку номиналне римске контроле над Хиспанијом од Вандала, Алана и Свева.
Године 418, Хонорије је наградио своје визиготске федерате под краљем Валијом (владао 415–418) тако што им је дао земљу у долини Гароне у Галији Аквитанији на којој су се населили. Ово се вероватно догодило по систему hospitalitas. Чини се вероватним да Визиготи у почетку нису добили велику количину земљишних поседа у региону (како се раније веровало), већ да су стекли порезе региона, при чему су локални галски аристократи сада плаћали порез Визиготима уместо римској влади.
Визиготи са престоницом у Тулузу, остали су де факто независни и убрзо су почели да се шире на римску територију на рачун слабашног Западног царства. За време Теодорика I (418–451), Визиготи су напали Арл (425 и 430) и Нарбон (436. године), али их је Литорије спречио користећи хунске плаћенике. То је прво резултирало Теодориковим поразом у бици код Нарбоне 436. године, али су онда 439. у бици код Тулуза Визиготи поразили савезничке снаге Римљана и Хуна. До 451. године ситуација се преокренула и Хуни су напали Галију; сада се Теодорик борио под Флавијем Аецијем против Атиле у бици на Каталаунским пољима. Атила је одбијен, али је Теодорик погинуо у бици.
Вандали су завршили освајање Северне Африке када су заузели Картагину 19. октобра 439. године, а Свеви су заузели већи део Хиспаније. Римски цар Авит је тада послао Визиготе у Хиспанију. Теодорик II (453–466) је извршио инвазију и поразио краља Свива, Рехијара, у бици на реци Орбиго 456. године код Астурике Августе (Асторга), а затим је опљачкао Бракару Августу (Брага), престоницу Сева. Готи су прилично брутално опљачкали градове у Галицији, делу Свевског краљевства: масакрирали су део становништва, па чак напали и нека света места, вероватно због подршке свештенства Свеба. Теодорик је преузео контролу над Хиспанијом Бетиком, Картагином и јужном Лузитанијом. Године 461, Готи су од цара Либија Севера добили град Нарбон у замену за њихову подршку. То је довело до побуне војске и Гало-Римљана под Егидијем; као резултат тога, Римљани под Севером и Визиготи су се борили против других римских трупа, а побуна је окончана тек 465. године.

### Тулуско краљевство
Године 466, на визиготски престо је дошао Еурих, који је био најмлађи син Теодорика I. Он је озлоглашен по убиству свог старијег брата Теодорика II који је и сам постао краљ убиством свог старијег брата Турисмунда. Под Еурихом (466–484), Визиготи су почели да се шире у Галији и консолидују своје присуство на Иберијском полуострву. Еурих је водио низ ратова са Свевима који су задржали извесни утицај у Лузитанији, и довео је већину овог региона под власт Визигота, заузевши Емериту Августу (Мерида) 469. године. Еурих је такође напао Западно Римско Царство, заузевши Хиспанију Тараконенсис 472. последњи бастион (западне) римске владавине у Шпанији. До 476, он је проширио своју власт до реке Рона и Лоара што су обухватало већи део јужне Галије. Такође је заузео кључне римске градове Арл и Марсељ. У својим кампањама, Еурих је рачунао на део гало-римске и хиспано-римске аристократије која је служила под њим као генерали и гувернери. Визиготско краљевство је формално признато као независно краљевство на некадашњој римској територији уместо да има статус федерата када је западни цар Јулије Непот (474–475) потписао савез са Еурихом 475. године, дајући му земље јужно од Лоаре и западно Роне у замену за војну службу и територије у Прованси (укључујући Арл и Марсеј). Територије у Хиспанији су остале под фактичком контролом Визигота. Након што је Одоакар свргнуо последњег римског цара на Западу, Ромула Августула, Еурих је брзо поново заузео Провансу, што је Одоакар формално прихватио у споразуму.
До 500. године, Визиготско краљевство, са центром у Тулузу, контролисало је Галију Аквитанију и Галију Нарбоненсис и већи део Хиспаније са изузетком Свевског краљевства Галиције на северозападу и малих области које су контролисали независни иберијски народи, попут Баскијаца и Кантабријаца. Еурихов син Аларих II (484–507) издао је нови скуп закона, Breviarium Alarici, и одржао црквени сабор у Агду.
Визиготи су затим дошли у сукоб са Францима под њиховим краљем Хлодвигом I, који је освојио северну Галију. После кратког рата са Францима, Аларик је био приморан да угуши побуну у Тараконезису, вероватно изазвану недавном имиграцијом Визигота у Хиспанију због притиска Франка. Године 507, Франци су поново напали, овога пута у савезу са Бургундима. Аларик II је убијен у бици код Кампус Вогладенсиса (Вуије) код Поатјеа, а Тулуз је опљачкан. До 508. године, Визиготи су изгубили већину својих галских поседа, осим Септиманије на југу.

### Аријанско краљевство Хиспаније
Након смрти Алариха II, власт је преузео његов ванбрачни син Гесалеих све док га није свргнуо Теодорих Велики, владар Остроготске краљевине, који га је напао и поразио код Барселоне. Гесалек је побегао и прегруписао се, али је поново поражен код Барселоне, те је заробљен и убијен. Теодорик је потом за краља поставио свог унука Амалариха (511–531), сина Алариха II. Амаларих је, међутим, још био дете и власт у Шпанији је остала под остроготским генералом и регентом Теудисом. Тек након Теодорихове смрти (526) Амаларих је добио контролу над својим краљевством. Његова владавина није дуго трајала, пошто је 531. године Амаларих поражен од франачког краља Хилдеберта I, а затим убијен у Барселони.
Потом је Теудис (531–548) постао краљ. Он је проширио визиготску контролу над јужним регионима, али је такође убијен након неуспеле инвазије на Африку. Визиготска Шпанија је претрпела грађански рат под краљем Агилом I (549–554), што је подстакло римског/византијског цара Јустинијана I да пошаље војску и одвоји малу провинцију Спанију за Византијско царство дуж обале јужне Шпаније. Агила је на крају убијен, а његов непријатељ Атанагилд (552–568) постао је нови краљ. Он је напао Византијце, али није могао да их избаци из јужне Шпаније, и био је обавезан да формално призна сизеренство царства.
Следећи визиготски краљ био је Лиувигилд (569 – 21. април 586). Он је био ефикасан војсковођа и консолидовао је визиготску моћ у Шпанији. Лиувигилд је водио кампању против источних Римљана на југу током 570-их година и повратио је Кордобу након још једне побуне. Такође се борио на северу против галицијског Краљевства Свева и разних малих независних држава, укључујући Баске и Кантабрију. Пацификовао је северну Шпанију, али није успео да потпуно покори ове народе. Када је Лиувигилд успоставио свог сина Херменегилда за заједничког владара, између њих је уследио грађански рат. Херменегилд је постао први визиготски краљ који је прешао у никејско хришћанство због својих веза са Римљанима, али је поражен 584. и убијен 585. године. До краја своје владавине, Лиувигилд је ујединио читаво Иберијско полуострво, укључујући Свевско краљевство које је освојио 585. године током Свевског грађанског рата који је уследио након смрти краља Мира. Лиувигилд је успоставио пријатељске односе са Францима кроз краљевске бракове, и они су остали у миру током већег дела његове владавине. Лиувигилд је такође основао нове градове, као што су Рекополис и Викторијакум (Виторија), први варварски краљ који је то учинио.

### Католичка краљевина Толедо
Када је постао краљ, Лиувигилдов син Рекаред I (586–601) прешао је из аријанског у халкидонско хришћанство. Ово је довело до извесних немира у краљевству, посебно до побуне аријанског бискупа Мериде која је угушена; такође је одбио још једну франачку офанзиву на северу. Рекаред је затим надгледао Трећи сабор у Толеду 589. године, где је објавио своју веру у никејску веровање и осудио аријанство. Усвојио је име Флавије, породично име Константинове династије, и прогласио се за наследника римских царева. Рекаред се такође борио са Византинцима у Хиспанији Бетици након што су они започели нову офанзиву.
Рекаредов син Лиува II постао је краљ 601. године, али га је свргнуо визиготски племић Витерих (603–610), чиме је окончана краткотрајна династија. Било је разних визиготских краљева између 610. и 631. године, а у овом периоду су се стално убијани краљеви. У овом периоду је такође дошло до дефинитивног освајања византијских територија на југу. Рат се наставио на северу против Баскијаца и Астуријаца, као што ће се наставити до краја постојања Визиготског краљевства. Ови краљеви су такође радили на религиозном законодавству, посебно краљ Сисебут (612–621), који је донео неколико оштрих закона против Јевреја и приморао многе Јевреје да пређу на хришћанство. Сисебут је такође био успешан против Византинаца, заузевши неколико њихових градова, укључујући Малагу. Византијци су коначно поражени од Свинтиле (621–631), који је заузео све њихове шпанске поседе до 625. Свинтила су збацили Франци и заменили га Сисенандом.
Нестабилност овог периода може се приписати борби за власт између краљева и племства. Верско уједињење је ојачало политичку моћ цркве, коју је она спроводила преко црквених савета у Толеду заједно са племићима. Четврти сабор, одржан током кратке владавине Сисенанда 633, екскомуницирао је и протерао краља, заменивши га Хинтилом (636–639). Црквени савети су тада били најмоћнија институција у визиготској држави; они су преузели улогу регулисања процеса сукцесије краљевске власти избором краља од стране готских племићких 'сенатора' и црквених званичника. Такође су одлучили да се редовно састају како би разговарали о црквеним и политичким питањима која утичу на цркву. Коначно, они су одлучили су да краљеви треба да умру у миру, и прогласили су њихове личности светима, настојећи да окончају насиље и убиства краљева из прошлости. Упркос свему томе, догодио се још један државни удар и Хинтила је свргнут 639. године, а краљ Тулга је заузео његово место; он је такође свргнут у трећој години своје владавине и савет је изабрао племића Хиндасвинта за краља.
За време владавине Хиндасвинта и његовог сина Рекесвинта састављена је најважнија визиготска правна књига, Liber Iudiciorum (шпански: Fuero Juzgo, Књига пресуда), која се такође назива Lex Visigothorum или Визиготски законик који је објавио краљ Хиндасвинт (642–642), а довршен је 654. године од стране његовог сина, краља Рекесвинта (649–672), чиме је укинута стара традицију постојања различитих закона за Хиспано-Римљане и Визиготе. Нови закони су се односили на готско и на хиспано-римско становништво, која су у прошлости била под различитим законима и замењени су сви старији закони. Законик је укључивао старе законе прошлих краљева, као што су Аларик II у његовом Breviarium Alarici, и Леовигилд, али знатан део су чинили и нови закони. Законик је био скоро у потпуности заснован на римском праву, са извесним утицајем германског права у ретким случајевима. Међу елиминисаним старим законима били су и оштри закони против Јевреја. Законик је показао да се стари систем војних и цивилних подела у администрацији мења, а војводе (duces provinciae) и грофови (comites civitatis) су почели да преузимају више одговорности ван својих првобитних војних и цивилних дужности. Краљеве слуге или робови постали су веома истакнути у бирократији и имали су широка административна овлашћења. Са законима Визигота, жене су могле да наследе земљу и посед, и управљају својином независно од својих мужева или мушких сродника, располажу својом имовином у законским тестаментима ако немају наследнике, и могле су да заступају себе и сведоче на суду од 14. године и праве аранжмане за сопствене бракове након 20. године. Хиндасвинт (642–653) је ојачао монархију на рачун племства; он је погубио око 700 племића, приморао достојанственике да положе заклетву, а на седмом сабору у Толеду је успоставио своје право да екскомуницира свештенство које је деловало против владе. Такође је био успешан у довођењу свог сина Рекесвинта на престо, што је изазвало побуну једног готског племића који се удружио са Баскима, али је погубљен. Рекесвинт (653–672) је одржао још један сабор у Толеду, који је смањио казне за издају и потврдио моћ сабора да бирају краљеве.
Након Рекесвинта, краљ Вамба (672–680) је изабран за краља. Он је морао да се носи са побунама Флавија Павела у Тараконезису и Хилдерика Нимског, и због тога је осетио потребу да реформише војску. Он је донео закон којим је прогласио да све војводе, грофови и друге војсковође, као и бискупи, морају да притекну у помоћ краљевству када се сазна за опасност или ризикују да буду изложени оштрим казнама. Вамба је на крају свргнут у ненасилном државном удару. Краљ Ервиг (680–687) је одржао даље црквене савете и укинуо претходне оштре законе Вамбе, иако је и даље задржао одредбе за војску. Ервиг је уредио да његов зет Егика буде изабран за краља. Упркос побуни бискупа Толеда, 16. сабор, одржан 693. године, осудио је бискупову побуну. Седамнаести сабор из 694. донео је оштре законе против Јевреја, позивајући се на заверу, и многи су били поробљени, посебно они који су конвертовали из хришћанства. Егика је такође успоставио свог сина Витица за владара 698. О његовој владавини се не зна много, али је убрзо уследио период грађанског рата између његових синова (Ахила и Ардо) и краља Родерика, који је заузео Толедо.